# Grafo distância-transitivo
No campo da matemática da teoria dos grafos, um grafo distância-transitivo é um grafo tal que, dados dois vértices quaisquer v e w em qualquer distância i, e quaisquer outros dois vértices x e y à mesma distância, há um automorfismo do grafo que carrega v para x e w para y.
Um grafo distância-transitivo é vértice-transitivo e simétrico bem como distância-regular.
Um grafo distância-transitivo é interessante, em parte, porque tem um grande grupo de automorfismo. Alguns exemplos interessantes de grupos finitos são os grupos de automorfismos de grafos distância-transitivos, especialmente daqueles cujo diâmetro é de 2.
Grafos distância-transitivos foram definidos primeiramente em 1971 por Norman L. Biggs e D. H. Smith, que mostraram que existem apenas 12 grafos distância-transitivos trivalentes finitos. São eles:
| Nome do grafo                 | Contagem de vértices | Diâmetro | Cintura | array de interseção               |
| ----------------------------- | -------------------- | -------- | ------- | --------------------------------- |
| grafo completo K4             | 4                    | 1        | 3       | {3;1}                             |
| grafo bipartido completo K3,3 | 6                    | 2        | 4       | {3,2;1,3}                         |
| grafo de Petersen             | 10                   | 2        | 5       | {3,2;1,1}                         |
| grafo do cubo                 | 8                    | 3        | 4       | {3,2,1;1,2,3}                     |
| grafo de Heawood              | 14                   | 3        | 6       | {3,2,2;1,1,3}                     |
| grafo de Papo                 | 18                   | 4        | 6       | {3,2,2,1;1,1,2,3}                 |
| grafo de Coxeter              | 28                   | 4        | 7       | {3,2,2,1;1,1,1,2}                 |
| grafo de Tutte–Coxeter        | 30                   | 4        | 8       | {3,2,2,2;1,1,1,3}                 |
| grafo do dodecaedro           | 20                   | 5        | 5       | {3,2,1,1,1;1,1,1,2,3}             |
| grafo de Desargues            | 20                   | 5        | 6       | {3,2,2,1,1;1,1,2,2,3}             |
| grafo de Biggs-Smith          | 102                  | 7        | 9       | {3,2,2,2,1,1,1;1,1,1,1,1,1,3}     |
| grafo de Foster               | 90                   | 8        | 10      | {3,2,2,2,2,1,1,1;1,1,1,1,2,2,2,3} |

Independente em 1969, um grupo de russos liderados por Georgy Adelson-Velsky mostrou que existem grafos que são distância-regulares, mas não distância-transitivos. O único grafo deste tipo com um grau três é o Tutte 12-gaiola de 126 vértices. O menor grafo distância-regular que não é a distância-transitivo é o grafo de Shrikhande. Listas completas de grafos distância-transitivos são conhecidas para alguns graus maiores do que três, mas a classificação de grafos distância-transitivos com graus de vértice arbitrariamente grandes continua em aberto.
A mais simples família de exemplos assintótica de grafos distância-transitivos são os grafos Hipercubo. Outras famílias são os grafos cubo dobrado e os grafos torre quadrados. Todas essas três famílias têm arbitrariamente um grau elevado.